# Strafdivision 500
Die 500er Bewährungseinheiten der Wehrmacht waren Heerestruppenkampfeinheiten in Stärke eines Bataillons oder verstärkten Bataillons mit uneinheitlicher Gliederung, gebildet aus von der Wehrmachtjustiz zu kurzzeitigen Haftstrafen verurteilten deutschen Soldaten, die sich in erhöhter Gefahr am Feind „bewähren“ sollten. Die Infanterie-Ersatz- und Ausbildungsbataillone z. b. V (zur besonderen Verwendung)., die Grenadier-Ersatz-Bataillone z. b. V, die Infanterie-Bataillone z. b. V., die Grenadier-Bataillone z. b. V., wurden ab Juli 1941 aufgestellt und als selbständige, nicht in Regiments-, Brigade- und Divisionsverband eingegliederte Bataillone den Armeeführern unmittelbar unterstellt. Der Dienst in den „500er“ Bewährungseinheiten war beschwerlich und streng, die Dienstaufsicht scharf, die Einsätze lang und gefährlich. Bis Kriegsende hatten etwa 82.000 Soldaten in den „500er“ Bewährungseinheiten gedient. Die Gesamtstärke der „500er“ Bewährungseinheiten war zuletzt aktenkundig mit 29.700 Soldaten, davon 5.400 Stammpersonal. Die Zahl von etwa 33.000 Soldaten ist aber wahrscheinlicher, davon 6.000 Stammpersonal. Eine Aufschlüsselung für Juni 1943 über die Zusammensetzung der Bataillonsangehörigen nach Wehrmachtsteil liegt vor, die aber für andere Zeiten nicht repräsentativ ist. Von 447 zur Bewährung Ausgewählten waren 235 Mann (52,6 %) vom Heer, 147 Mann (32,9 %) von der Marine und 65 Mann (14,5 %) von der Luftwaffe. Die „500er Bewährungsbataillone“ sind nicht zu verwechseln mit den „Bewährungsbataillonen 999“. Die „500er“ Bewährungstruppe war eine von sieben Gliederungen des Strafvollzugs der Militärjustiz, als da waren: Sonderabteilungen der Wehrmacht im Frieden, Sonderabteilungen des Ersatzheeres im Kriege, Feldsonderabteilungen, „Feldstrafgefangenen-Abteilungen“, Strafvollstreckungszüge, Wehrmachtsstrafanstalten, die Bewährungstruppe.

## Aufstellung der Bewährungseinheiten – Hintergründe und Umsetzung
Der Personenkreis der „Wehrunwürdigen“ war im NS-Staat seit Wiederherstellung der Wehrhoheit am 16. März 1935 vom Wehrdienst ausgeschlossen. „Wehrunwürdig“ waren nach Paragraph 13 des Wehrgesetzes u. a. diejenigen, welchen die bürgerlichen Ehrenrechte aberkannt waren, die zu Zuchthaus Verurteilten sowie Soldaten der Wehrmacht, die militärgerichtlich verurteilt waren.
Adolf Hitler genehmigte mit Führererlass vom 21. Dezember 1940 die Aufstellung von Bewährungseinheiten in der Wehrmacht. Einmalig entgleisten Soldaten sollte die Möglichkeit zur Rehabilitierung gegeben werden. Das Oberkommando der Wehrmacht hatte seit Sommer 1940 die Möglichkeit davon geprüft. Die Soldaten wurden für die Zeit ihres Dienstes für „bedingt“ wehrwürdig erklärt. Die Verurteilten verbüßten in der Bewährungstruppe nicht ihre Reststrafen. Diese wurden lediglich bis zum Kriegsende ausgesetzt. Erlass der Reststrafe und Wiedererlangung der vollen Wehrwürdigkeit wurde ihnen als Möglichkeit in Aussicht gestellt. Das OKW begann ab Februar 1941 mit den Vorbereitungen zur Aufstellung von Bewährungstruppenbataillonen und gab dazu am 5. April 1942 einen Durchführungserlass heraus. Die ersten Einberufungen zur Bewährungstruppe ergingen am 16. Juni 1942. Die Bewährungstruppe wurde im Verlauf des Krieges vergrößert. Die z. b. V.-Bataillone 501, 528, 540, 548, 560, 561, 562, 563 und 564 wurden allein in Brünn und Olmütz in den zwei letzten Kriegsjahren aufgestellt. Die Verurteilten erhielten Gelegenheit, sich im Kampfeinsatz zu bewähren. Die Gelegenheit dazu bestand nicht, solange als der Bewährungstruppenteil eine verschärfte Ausbildung zur „erzieherischen“ Einwirkung durchlief und nicht im Fronteinsatz oder einem anderen gefährlichen Einsatz, z. B. in der „Bandenbekämpfung“, am Feind stand. Der geschärfte Dienst in der Bewährungstruppe sollte auch abschreckende Wirkung in der Wehrmacht entfalten. Die Versetzung in eine Bewährungseinheit sei „nicht ausschließlich im Interesse des Verurteilten“, sollte vielmehr positive Auswirkungen auf die „Manneszucht“ haben und der Feigheit entgegenwirken. Das Regime verfolgte mit der Einrichtung der Bewährungstruppe drei Zwecke: Erweiterung des „Abschreckungsinstrumentariums“ zur Aufrechterhaltung von Disziplin und Schlagkraft der Truppe im Kriege; ausnahmslose Ausnutzung der männlichen Bevölkerung im wehrfähigen Alter für die Kriegführung; Beendigung des als untragbar empfundenen Zustands, dass die nicht wegen eines Verbrechens Verurteilten und daher als „soldatisch brauchbar“ in Betracht kommenden Strafgefangenen in Gefangenenanstalten in Sicherheit bewahrt und verpflegt ein insoweit sorgenfreies Leben fristeten, während der Soldat an der Front allzeit großen Gefahren ausgesetzt war und diese bestehen musste. In Anbetracht des bevorstehenden Angriffs auf die Sowjetunion hatte der zweite Zweck ein besonderes Gewicht.

## Personelle Zusammensetzung der Bewährungseinheiten
Die Soldaten der Bewährungstruppe, ausgenommen das Stammpersonal, waren ausschließlich Wehrmachtangehörige, welche militärgerichtlich bestraft waren. Diejenigen, die zu Gefängnisstrafe verurteilt in Wehrmachtsgefängnissen oder in Feldstrafgefangenenabteilungen zur Strafvollstreckung einsaßen, wurden von dort aus zur Bewährungstruppe überstellt. Die zweite größere Gruppe bestand aus zu Zuchthaus Verurteilten. Soldaten wurden gelegentlich auch aus den zum Tode Verurteilten ausgewählt und bekamen bei den 500ern zur „Sonderbewährung“ noch eine Chance. Deren Zahl war aber klein. Auch die Marine und die Luftwaffe versetzten ihre bestraften Soldaten zu den Bewährungsbataillonen des Heeres. Soldaten der Bataillone 999, die nicht tropenverwendungsfähig waren, wurden in die 500er Bataillone versetzt.
Die jeweiligen Gerichtsherren arbeiteten bei der Auswahl der „Bewährungsmänner“ mit den Verwaltungen der Strafvollzugseinrichtungen zusammen und wählten potenzielle Kandidaten aus. Soldaten mussten, um für die Bewährungseinheit in Auswahl zu kommen, bestimmte Voraussetzungen erfüllen: Körperliche und geistige Eignung, vor allem aber auch der „ehrliche Wille“ zur Feindbewährung. Die Kandidaten wurden anfangs zur Feststellung ihrer Eignung in das Wehrmachtgefängnis Fort Zinna im sächsischen Torgau gelegt, um dort „begutachtet“ zu werden. Diese Vorschriften wurden ab dem Winter 1942/43 gelockert, als der Mangel von Soldaten an den Fronten immer spürbarer wurde.
Politische Gegner im eigentlichen Sinne waren in der Division nur wenige, im Gegensatz zur Bewährungstruppe 999. Die häufigsten Vergehen, auf die Verurteilungen zu Strafhaft ergingen, sind Unerlaubte Entfernung und Diebstahl bzw. Unterschlagung.

## Einsatzorte und Charakter der Einsätze
Das Infanterie-Ersatz-Bataillon 500 z.b.V. wurde im Sommer 1942 in Wildflecken aufgestellt, in Fulda stationiert, im Dezember 1943 nach Skierniewice und Tomaszów im Generalgouvernement Polen und im September 1944 nach Brünn in das Protektorat Böhmen und Mähren verlegt. In Olmütz stand ein gleichartiges Luftwaffen-Feld-Bataillon z.b.V. Die einzelnen Verbände waren während des gesamten Krieges an fast allen Teilen der Ostfront eingesetzt. Zwei Verbände kamen auch an der Westfront zum Einsatz.
Die Bataillone wurden entsprechend ihrem Charakter als „Bewährungstruppe“ zumeist an „Brennpunkten“ eingesetzt. Von höchster Gefährlichkeit waren nicht nur die zugewiesenen Frontabschnitte, sondern auch die Art der Einsätze. Die 500er wurden bevorzugt zur Minenräumung, zur Partisanenbekämpfung, als Stoßtrupps oder Vorauskommandos eingesetzt. Die Verlustlisten der 500er Bewährungsbataillone waren lang. Die regulären Wehrmachteinheiten wurden, wenn möglich, in der Front abgelöst und in Ruhestellung zurückgezogen oder zur Auffrischung ganz aus der Front herausgezogen und in rückwärtige Gebiete verlegt. Die Einheiten der 500er dagegen standen die meiste Zeit ununterbrochen an oder in der Front. Die Kämpfe an der Ostfront waren schon von Anfang an für die Deutschen unerwartet verlustreich. Die Verluste stiegen ab 1943 weiter an. Daher kam es vor, dass reguläre Einheiten gleich hohe oder höhere Verluste erlitten, als die Bewährungstruppe. Die verhältnismäßig höheren Verluste der Bewährungstruppe sind daher nur im Vergleich über einen längeren Zeitraum abzusehen. Als weiterer Faktor kommt hinzu, dass Kommandeure und Stammpersonal zumeist sehr ehrgeizig waren und ihre Mannschaften zu risikoreichen Höchstleistungen antrieben.
Aus Sicht der Wehrmacht war die Aufstellung der Bewährungstruppe 500 ein militärischer Erfolg. Was das aus der Sicht der Soldaten bedeutete, zeigt etwa die folgende Mitteilung: „Bewährungs-Btl. hat sich ausgezeichnet geschlagen, fast aufgerieben…“

## Behandlung der Soldaten und unangepasstes Verhalten in der Truppe
Im besagten Führererlass vom 21. Dezember 1940 heißt es: „Der Dienst in dieser Truppe ist ein Ehrendienst wie jeder andere Wehrdienst. Er hat in keiner Weise den Charakter einer Straftruppe.“ Die Soldaten dieser Bewährungseinheit waren dienstrechtlich der regulären Wehrmacht formal gleichgestellt. Die Urlaubsregelung war verschärft. Die Soldaten der Bewährungsbataillone 500er waren in Verpflegung, Ausrüstung, Unterbringung und Besoldung gegenüber der regulären Wehrmacht nicht zurückgesetzt. Das Verhältnis von Stammpersonal zu Bewährungssoldaten wird von einigen Zeitzeugen als gut, teilweise als kameradschaftlich beschrieben. Dies trifft aber nur auf den Teil der Soldaten zu, der sich vorbehaltlos unterordnete und mitwirkte.
Viele der 500er Soldaten waren hoffnungsvoll und gewillt, ihren „Bewährungswillen“ zu beweisen. Dies hob den Kampfwert der Truppe. Viele Soldaten zeigten im Angesicht unendlicher Leibes- und Lebensgefahren an der Ost- und Westfront vor allem aus Selbsterhaltungstrieb hohe Einsatzbereitschaft und Kameradschaft. Daher war unangepasstes Betragen oder politisch motivierter Widerstand selten. Der in Aussicht gestellte „Gnadenerlass“ wurde fallweise tatsächlich gewährt, aber zahlreiche Soldaten erlebten ihre Rehabilitation nicht. Sie fielen im Felde, bevor die sie betreffenden langwierigen bürokratischen Verfahren abgeschlossen waren.
„Bewährung“ war in diesen Einheiten ein wesentlicher Zweck. Verfehlungen führten zu härteren Strafen als in regulären Einheiten. Im Fall des „Versagens“ wurde der Bewährungsmann in die Strafanstalt oder -abteilung der Wehrmacht zurückgeschickt, von der er hergekommen war und endete dann im Konzentrationslager. Zur „Ausmerzung“ solcher „unverbesserlichen Elemente“ wurde ausdrücklich zur Denunziation ermuntert. Die Einheitsführer hatten auf Grund ihrer unbedingten Befehlsgewalt im Kriege alle Möglichkeiten, sich solcher Soldaten, deren Rückkehr unerwünscht war, durch gefährliche Einzelaufträge wie Minenräumkommando, Erkundungsunternehmung, Stoßtrupp, zu entledigen. Zur Aufrechterhaltung der Truppendisziplin diente zudem die Verurteilung zur Todesstrafe. Die Zahl von 136 vollstreckten Todesurteilen ist nachgewiesen, die letzten drei vom 9. April 1945. Die Gesamtzahl liegt bei mindestens 300 Vollstreckungen, wobei die Anzahl der gefällten Todesurteile höher zu vermuten ist. Die Soldaten litten unter der Doppelbelastung mit den Gefahren ihrer Kriegseinsätze und den geschärften Bedingungen ihres Kriegsdienstes. Die Feststellung, der Dienst in der Bewährungstruppe solle nicht Strafcharakter haben, war daher wirklichkeitsfremd.